# Keysight Technologies
La Keysight Technologies è una compagnia statunitense che produce apparecchiature per test e misurazioni elettroniche.

## Storia
La Keysight nasce il 1º novembre 2014 con il completamento della separazione dalla Agilent Technologies, ex divisione della HP nel campo delle misurazioni elettroniche, a cui rimangono i prodotti chimici e le tecnologie legate alla bioanalisi.
Nell'estate 2015 Keysight ha annunciato l'acquisto di Anite Plc per 388 milioni di sterline e di Electroservices Enterprises UK Ltd.
Nel 2017 ha acquistato Ixia, produttore di apparecchiature di test, per circa 1,6 miliardi di dollari.
Nell'ottobre dello stesso anno il quartier generale, a Santa Rosa in California, ha subito alcuni danni nell'incendio Tubbs.